# Israel Zmora
Israel Zmora (în ebraică ‏ישראל זמורה‎‏‎, în rusă Исраэль Змора; n. 7 mai 1899, Pociumbăuți, raionul Rîșcani, Republica Moldova – d. 5 noiembrie 1983, Tel Aviv, Israel) a fost un evreu basarabean, critic literar, scriitor, traducător și editor israelian. A scris în ebraică.

## Biografie
S-a născut în satul Pociumbăuți (acum în raionul Rîșcani, Republica Moldova) din uiezdul Bălți, gubernia Basarabia a Imperiului Rus, în 1899. Începând cu anul 1912 a locuit în târgul Edineț (acum oraș și centru raional din Republica Moldova), ținutul Hotin. A studiat la o ieșiva din Odesa, o perioadă a locuit în Botoșani și București.
În 1925 a emigrat în Palestina mandatară și a început să colaboreze cu un grup de scriitori ebraici avangardiști care s-au adunat în jurul publicațiilor săptămânale rivale moderniste Ktuvim (1926-33; editor Eliezer Steinman) și Turim (1933-34, 1938-39; editor Avraham Shlonsky). În 1940 a fondat revista literară Mahbarot leSifrut (Caiete literare, publicate o dată la două luni până în 1955) și o editură sub același nume pentru publicarea lucrărilor tinerilor autori, traduceri în ebraică, retipărirea lucrărilor poeților evrei medievali și literatura perioada Haskala (Iluminism). Ulterior, această editură a devenit una dintre cele mai importante edituri israeliene de traducere, ficțiune și literatură științifică Zmora-Beitan, care este acum condusă de fiul său Oad Zmora.
Zmora a tradus, de asemenea, în ebraică, în special din franceză și rusă, inclusiv poezii ale poeților contemporani de limbă rusă din Israel. A tradus proză și poezii de Stefan Zweig (1936), Anton Cehov (1951), Paul Valery (1951), Nikolai Gogol (1951), La Rochefoucauld (1957), Rainer Maria Rilke (1964), o colecție de literatură clasică rusă (Tolstoi, Cehov, Nikolai Gogol și Nikolai Leskov, 1966), Asya Abramova (1976), Efraim Auerbach (1980), Marcel Proust (1987), Gottfried August Birger (1989), Heinrich von Kleist (1996). În 1971, împreună cu Lev Lior și Yitzhak Zeitlin, a înființat Uniunea Scriitorilor și Jurnaliștilor de limbă rusă din Israel, iar în 1975, Federația Uniunilor Scriitorilor din Israel, care a fost condusă o lungă perioadă de scriitorul de origine basarabeană, Efrem Bauh.
Eseurile literare ale lui Zmora sunt colectate în cărțile Sifrut al parashat dorot („Literatura la răscruce de generații”, în trei volume, 1949-50) și Neviim Aharonim („Ultimii profeți”, 1953). A compilat, de asemenea, o colecție bilingvă (ebraică și idiș) dedicată operei poetului de origine basarabeană Iacov Fihman⁠(ru)[traduceți] (1973). În 1980, Zmora a tradus din idiș un volum de lucrări de Efraim Auerbach. În 1964, a fost publicată cartea lui Zmora Our baTanakh veHishtakfutan baAgada, beShir, beSipur, beMasa uveMekhkar („Femeile Bibliei: legende, poezii, povești, eseuri”). Sub redacția științifică a lui Zmora, a fost publicată o colecție completă de lucrări ale poetului evreu medieval Iuda Halevi.